# Pegu Yoma
Pegu Yoma ou Bago Yoma est une chaîne de basses montagnes ou collines et de hautes terres située entre les fleuves Irrawaddy et Sittaung, en Birmanie centrale. La chaîne s'étend du mont Popa au nord à la colline Singuttara au sud. La rivière Bago et le fleuve Sittaung proviennent toutes deux de la chaîne de montagnes de Pegu Yoma.

## Géographie

### Principaux sommets

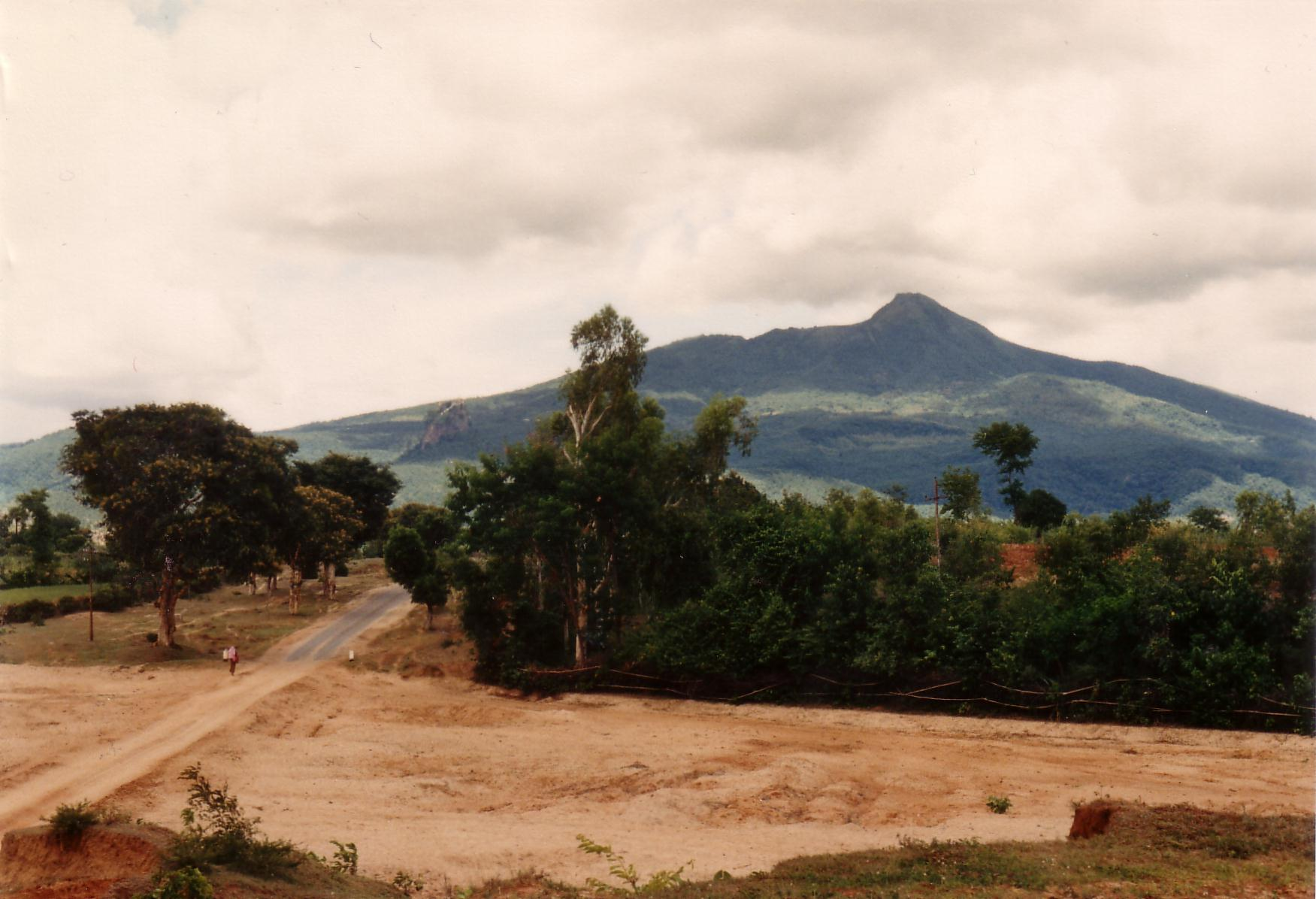
Vue du mont Popa et du Taung Kalat sur la gauche.

Parmi les sommets ou les collines notables se trouvent le mont Popa, un stratovolcan culminant à 1 518 mètres d'altitude, Binhontaung à 611 m, Kodittaung à 575 m, Phoe-Oo Taung et la colline Singguttara.

### Géologie
Pegu Yoma se compose de sédiments marins paléogènes plissés et faillés combinés à des roches volcaniques plus récentes.

### Faune et flore
L'extrémité nord de Pegu Yoma se fond dans la « ceinture sèche » birmane, tandis qu'au sud, tombe plus de 2 000 mm de pluie par an. Les collines de Pegu Yoma étaient à l'origine fortement boisées de teck et d'autres feuillus commercialement exploitables. Les forêts du sud étaient des « forêts de bois de fer », tandis que les forêts du centre et du nord étaient composées de teck. L'exploitation forestière extensive provoqua la déforestation actuelle et une érosion accrue dans la région.

## Histoire
La pagode Shwedagon a été construite peu avant l'an 1000 sur la colline Singguttara.
Pegu Yoma a été le foyer du soulèvement Saya San de 1930-1931 contre les Britanniques. Saya San a hissé le drapeau de l'indépendance sur la colline d'Alantaung près de Tharrawaddy.
Plus tard, Pegu Yoma est devenu un centre pour le Parti communiste de Birmanie.